# Кремер, Анатолий Львович
Анатолий Львович Кремер (9 марта 1933, Москва — 1 августа 2015, там же) — советский и российский композитор и дирижёр, автор музыки ко многим спектаклям, в том числе и для музыкального театра. Работал главным дирижёром в Московском театре сатиры.

## Биография
С 1956 г. руководитель и дирижёр оркестра МГУ. В 1960-е гг. — дирижёр Московского драматического театра им. Станиславского.
С конца 1960-х гг. заведующий музыкальной частью и главный дирижёр Московского Театра сатиры.
Автор музыки к большому количеству спектаклей, в частности, поставленным в Московской оперетте: «Эспаньола», «Джулия Ламберт», «Катрин», «Джейн».
Заслуженный работник культуры РСФСР (1974).
Скончался в Москве 1 августа 2015 года. Похоронен рядом со второй супругой Татьяной Шмыгой на Новодевичьем кладбище (участок №10).

## Семья
Первая жена — Роза Романова, врач—уролог, работала в клинике Всесоюзного театрального общества. Вместе прожили 20 лет.
- Сын — Игорь Анатольевич Романов.

Вторая жена — Татьяна Ивановна Шмыга (1928—2011) советская и российская певица, актриса оперетты, театра и кино, народная артистка СССР. Вместе прожили 35 лет. Детей в браке не было. Похоронена в Москве на Новодевичьем кладбище (участок №10).

## Фильмография

### Композитор
1. 1969 — Две комедии Бранислава Нушича
2. 1970 — Эксперимент
3. 1975 — Маяковский смеётся
4. 1977 — Пена
5. 1980 — У времени в плену
6. 1986 — Ворон

### Участие в фильмах
1. 2008 — Моя прекрасная леди. Татьяна Шмыга